# Joan Seccombe
Pour les articles homonymes, voir Seccombe.
 (janvier 2021).
Joan Anna Dalziel Seccombe (née le 3 mai 1930, née Owen) est une femme politique du Parti conservateur britannique.

## Biographie
Elle est créée Dame Commandeur de l'Ordre de l'Empire britannique (DBE) dans les honneurs d'anniversaire de 1984, et pair de vie le 14 février 1991 en prenant le titre de baronne Seccombe, de Kineton dans le comté de Warwickshire.
De 1997 à 2001, elle est whip de l'opposition. Depuis 2006, elle est la porte-parole de l'opposition pour les affaires constitutionnelles et juridiques / la justice.